# Canavalia dolichothyrsa
Canavalia dolichothyrsa är en ärtväxtart som beskrevs av Gwilym Peter Lewis. Canavalia dolichothyrsa ingår i släktet Canavalia och familjen ärtväxter. Inga underarter finns listade i Catalogue of Life.